# Discografia di Mecna
La discografia di Mecna, rapper, cantautore e grafico italiano, è costituita da nove album in studio, un mixtape, quattro EP e quarantaquattro singoli (inclusi quelli come artista ospite), pubblicati dal 2005.

## Album in studio
| Anno                                                         | Titolo | Classifiche | Certificazioni |
| Anno                                                         | Titolo | ITA         | Certificazioni |
| ------------------------------------------------------------ | --- | ----------- | -------------- |
| 2006                                                         | Propaganda (come Mec Namara; con ElDoMino) - Pubblicato: 5 ottobre 2006 - Etichetta: Funk Ya Mama - Formati: CD, download digitale, streaming | —           |                |
| 2012                                                         | Disco Inverno - Pubblicato: 7 settembre 2012 - Etichetta: Macro Beats - Formati: CD, download digitale, streaming                             | 7           |                |
| 2015                                                         | Laska - Pubblicato: 27 gennaio 2015 - Etichetta: Macro Beats - Formati: CD, download digitale, streaming                                      | 2           |                |
| 2017                                                         | Lungomare Paranoia - Pubblicato: 13 gennaio 2017 - Etichetta: Macro Beats - Formati: CD, download digitale, streaming, vinile                 | 9           |                |
| 2018                                                         | Blue Karaoke - Pubblicato: 22 giugno 2018 - Etichetta: Universal - Formati: CD, download digitale, streaming, vinile                          | 1           |                |
| 2019                                                         | Neverland (con Sick Luke) - Pubblicato: 11 ottobre 2019 - Etichetta: Universal - Formati: CD, download digitale, LP, streaming                | 6           | - ITA: Oro     |
| 2020                                                         | Mentre nessuno guarda - Pubblicato: 16 ottobre 2020 - Etichetta: Universal - Formati: CD, download digitale, LP, streaming                    | 2           | - ITA: Platino |
| 2021                                                         | Bromance (con CoCo) - Pubblicato: 22 ottobre 2021 - Etichetta: Universal - Formati: CD, download digitale, LP, streaming                      | 5           | - ITA: Oro     |
| 2023                                                         | Stupido amore - Pubblicato: 5 maggio 2023 - Etichetta: Universal - Formati: CD, download digitale, LP, streaming                              | 2           |                |
| "—" indica una pubblicazione non classificata in quel paese. | |             |                |

## Mixtape
| Anno | Titolo                                                                                       |
| ---- | -------------------------------------------------------------------------------------------- |
| 2005 | 343 km (come Mec Namara) - Pubblicato: 19 ottobre 2015 - Etichetta: auto-edito - Formati: CD |

## Extended play
| Anno | Titolo |
| ---- | --- |
| 2010 | Le valigie per restare - Pubblicato: 21 maggio 2010 - Etichetta: Macro Beats, Blue Nox - Formati: download digitale                         |
| 2011 | Bagagli a mano - Pubblicato: 9 marzo 2011 - Etichetta: Macro Beats, Blue Nox - Formati: download digitale                                   |
| 2013 | Disco Inverno Rare & Unreleased - Pubblicato: 19 aprile 2013 - Etichetta: Macro Beats, Blue Nox - Formati: CD, download digitale, streaming |
| 2025 | Introspezione - Pubblicato: 9 luglio 2025 - Etichetta: Macro Beats - Formati: CD, download digitale, streaming                              |

## Singoli

### Come artista principale
| Anno                                                         | Titolo                                                               | Classifiche | Certificazioni                         | Album di provenienza |
| Anno                                                         | Titolo                                                               | ITA         | Certificazioni                         | Album di provenienza |
| ------------------------------------------------------------ | -------------------------------------------------------------------- | ----------- | -------------------------------------- | -------------------- |
| 2011                                                         | Per le briciole                                                      | —           |                                        | Bagagli a mano       |
| 2011                                                         | Le cose buone                                                        | —           |                                        | Bagagli a mano       |
| 2012                                                         | Senza paracadute                                                     | —           | Disco Inverno                          |                      |
| 2012                                                         | Servirà una scala                                                    | —           | Disco Inverno                          |                      |
| 2015                                                         | Non dovrei essere qui                                                | —           | Laska                                  |                      |
| 2015                                                         | Pace                                                                 | —           | Laska                                  |                      |
| 2015                                                         | Favole                                                               | —           | Laska                                  |                      |
| 2017                                                         | Il tempo non ci basterà                                              | —           | Lungomare Paranoia                     |                      |
| 2017                                                         | Non serve                                                            | —           | Lungomare Paranoia                     |                      |
| 2017                                                         | Malibu                                                               | —           | Lungomare Paranoia                     |                      |
| 2017                                                         | Superman                                                             | —           | Lungomare Paranoia                     |                      |
| 2018                                                         | Pratica                                                              | —           | Blue Karaoke                           |                      |
| 2018                                                         | Tu ed io (feat. CoCo)                                                | —           | Blue Karaoke                           |                      |
| 2018                                                         | Un Drink o due                                                       | —           | Blue Karaoke                           |                      |
| 2018                                                         | Hotel (feat. Fabri Fibra)                                            | —           | Blue Karaoke                           |                      |
| 2018                                                         | Akureyri (con Sick Luke)                                             | —           | Neverland                              |                      |
| 2019                                                         | Pazzo di te (con Sick Luke)                                          | 77          | Neverland                              | - ITA: Oro           |
| 2019                                                         | Neverland (con Sick Luke feat. Marïna, Psicologi, Voodoo Kid e Ainé) | —           | Neverland                              |                      |
| 2020                                                         | Ho guardato un'altra                                                 | —           | Mentre nessuno guarda                  |                      |
| 2020                                                         | Paura di me                                                          | —           | Mentre nessuno guarda                  |                      |
| 2020                                                         | Così forte                                                           | —           | Mentre nessuno guarda                  |                      |
| 2020                                                         | Vivere (feat. Izi)                                                   | 67          | Mentre nessuno guarda                  | - ITA: Oro           |
| 2020                                                         | Tutto ok (feat. Frah Quintale)                                       | 32          | Mentre nessuno guarda                  |                      |
| 2021                                                         | Soli (feat. Ghemon e Ginevra)                                        | —           | Mentre nessuno guarda (Deluxe Edition) |                      |
| 2021                                                         | Mille cose (feat. Rainsford)                                         | —           | Mentre nessuno guarda (Deluxe Edition) |                      |
| 2021                                                         | Calamite                                                             | —           | Mentre nessuno guarda (Deluxe Edition) |                      |
| 2021                                                         | Bromance (con CoCo)                                                  | —           | Bromance                               |                      |
| 2021                                                         | La più bella (con CoCo)                                              | 16          | Bromance                               | - ITA: Platino (2)   |
| 2022                                                         | Tilt (con CoCo e Sangiovanni)                                        | —           | Bromance                               |                      |
| 2022                                                         | Calendario (con CoCo)                                                | —           | Bromance                               |                      |
| 2022                                                         | Sempre il buio                                                       | —           | /                                      |                      |
| 2023                                                         | Mille voci (feat. Drast)                                             | 76          | Stupido amore                          |                      |
| 2023                                                         | Ciò che splende                                                      | —           | Stupido amore                          |                      |
| 2023                                                         | Lo dovevi fare con me (feat. Bais)                                   | —           | Stupido amore                          |                      |
| 2023                                                         | Robot (con North of Loreto e Gaia)                                   | —           | /                                      |                      |
| 2023                                                         | Un altro universo                                                    | —           | Stupido amore                          |                      |
| 2023                                                         | Le pareti in questa camera (con i Bnkr44)                            | —           | Stupido amore                          |                      |
| 2023                                                         | Brutto sogno                                                         | —           | Stupido amore                          |                      |
| 2024                                                         | 07:34 (con Fudasca)                                                  | —           | /                                      |                      |
| 2025                                                         | Quanto ti importa                                                    | —           | /                                      |                      |
| 2025                                                         | Eravamo noi                                                          | —           | /                                      |                      |
| "—" indica una pubblicazione non classificata in quel paese. |                                                                      |             |                                        |                      |

### Come artista ospite
| Anno | Titolo                                                               | Album di provenienza                     |
| ---- | -------------------------------------------------------------------- | ---------------------------------------- |
| 2021 | Oro (Tredici Pietro feat. Mecna e Andry the Hitmaker)                | X questa notte Solito posto, soliti guai |
| 2021 | Ti amo, ti odio (Roshelle feat. Shablo, Guè e Mecna)                 | /                                        |
| 2024 | Immagina (Fudasca feat. Tredici Pietro, Francesca Michielin e Mecna) | /                                        |

## Altri brani entrati in classifica e/o certificati
| Anno                                                         | Titolo                                                              | Classifiche | Certificazioni | Album di provenienza  |
| Anno                                                         | Titolo                                                              | ITA         | Certificazioni | Album di provenienza  |
| ------------------------------------------------------------ | ------------------------------------------------------------------- | ----------- | -------------- | --------------------- |
| 2015                                                         | 31/08                                                               | —           | - ITA: Oro     | Laska                 |
| 2019                                                         | Fuori dalla città (con Sick Luke)                                   | 61          |                | Neverland             |
| 2019                                                         | Neverland (con Sick Luke feat. Marina, Psicologi, Voodoo Kid, Aine) | 44          | - ITA: Oro     | Neverland             |
| 2019                                                         | Si baciano tutti (con Sick Luke feat. CoCo)                         | 62          | - ITA: Oro     | Neverland             |
| 2019                                                         | Se apro gli occhi (con Sick Luke)                                   | 97          |                | Neverland             |
| 2019                                                         | Non dormo mai (con Sick Luke feat. Luchè, Tedua, Generic Animal)    | 40          | - ITA: Oro     | Neverland             |
| 2020                                                         | Demoni                                                              | 96          |                | Mentre nessuno guarda |
| 2020                                                         | Punto debole (feat. Gué Pequeno)                                    | 40          | - ITA: Oro     | Mentre nessuno guarda |
| 2020                                                         | Non mi va / Con te                                                  | 94          |                | Mentre nessuno guarda |
| 2020                                                         | Alibi (feat. Madame)                                                | 76          |                | Mentre nessuno guarda |
| 2020                                                         | Wow (feat. Ernia)                                                   | 62          |                | Mentre nessuno guarda |
| "—" indica una pubblicazione non classificata in quel paese. |                                                                     |             |                |                       |

## Collaborazioni
| Anno                                                         | Titolo                                                                                | Classifiche | Certificazioni                                 | Album di provenienza             |
| Anno                                                         | Titolo                                                                                | ITA         | Certificazioni                                 | Album di provenienza             |
| ------------------------------------------------------------ | ------------------------------------------------------------------------------------- | ----------- | ---------------------------------------------- | -------------------------------- |
| 2009                                                         | Non perdo più tempo (Ghemon e The Love 4Tet feat. Mecna, Kiave, Negre' e XXXXX XXXXX) | —           |                                                | E poi, all'improvviso, impazzire |
| 2012                                                         | Parte di me (Ghemon feat. Mecna)                                                      | —           | Qualcosa è cambiato - Qualcosa cambierà Vol. 2 |                                  |
| 2013                                                         | Furetro (Fritz Da Cat feat. Mecna, Rodrigo D'Erasmo e Ghemon)                         | —           | Fritz                                          |                                  |
| 2014                                                         | Portami con te (Deleterio feat. Mecna)                                                | —           | Dadaismo                                       |                                  |
| 2014                                                         | Qualcuno qua (Johnny Marsiglia e Big Joe feat. Mecna)                                 | —           | Fantastica illusione                           |                                  |
| 2014                                                         | Lascia stare (Mistaman feat. Mecna)                                                   | —           | M-Theory                                       |                                  |
| 2014                                                         | Questa notte (Night Skinny feat. Mecna e Pat Cosmo)                                   | —           | City of God                                    |                                  |
| 2017                                                         | Stai tranquillo - LVNAR Remix (Ex-Otago feat. Mecna)                                  | —           | Marassi (Deluxe Edition)                       |                                  |
| 2017                                                         | Tradimemto (il traditore) (Ernia feat. Mecna)                                         | —           | Come uccidere un usignolo (67 Edition)         |                                  |
| 2017                                                         | Equilibrio (Night Skinny feat. Mecna e CoCo)                                          | —           | Pezzi                                          |                                  |
| 2018                                                         | Cemento (Lorenzo Fragola feat. Mecna e Mace)                                          | —           | Bengala                                        |                                  |
| 2019                                                         | Se mi perdo altrove (CoCo feat. Ernia e Mecna)                                        | 82          | Acquario                                       |                                  |
| 2020                                                         | Sta scrivendo... (Sina feat. Mecna)                                                   | —           | My Love Lockdown (Midnight Sun)                |                                  |
| 2021                                                         | Se fossi (Francesca Michielin feat. Mecna)                                            | —           | Feat (fuori dagli spazi)                       |                                  |
| 2022                                                         | Il giorno più triste del mondo (Sick Luke feat. Ariete e Mecna)                       | 5           | - ITA: Oro                                     | X2                               |
| 2024                                                         | Tonight gospel (Giuse The Lizia feat. Mecna)                                          | —           |                                                | Internet Explorer                |
| 2024                                                         | Punto di domanda (Emma Nolde feat. Nayt e Mecna)                                      | —           | Nuovospaziotempo                               |                                  |
| "—" indica una pubblicazione non classificata in quel paese. |                                                                                       |             |                                                |                                  |